# Aes rude

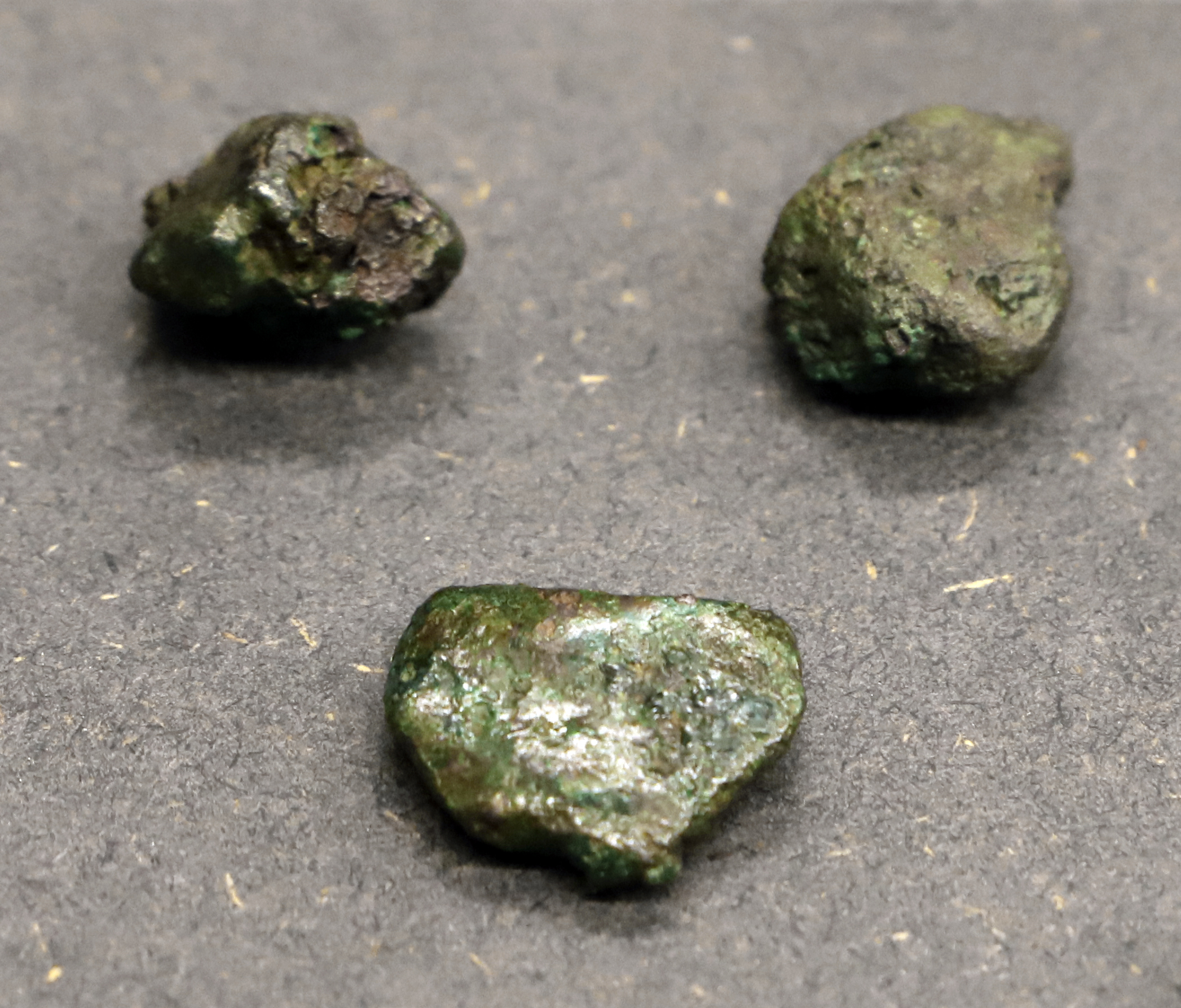
Nuclei di bronzo grezzo (aes rude), come forma premonetale per obolo di Caronte, dalla necropoli di San Francesco a Foiano della Chiana

Aes rude (cioè bronzo non lavorato) è un tipo di pre-moneta romano costituito da pezzi irregolari di bronzo. Tecnicamente non si può parlare di monete perché non ne ha la forma, mancano segni che ne identifichino in qualche modo il valore e l'autorità che lo emette.

## Descrizione
Le popolazioni dell'Italia Centrale, compresa Roma, in principio usarono, negli scambi, il metallo, come il rame ed il bronzo. All'inizio furono usati pezzi di metallo di forma completamente irregolare, di varie dimensioni, allo stato grezzo, derivati direttamente dalla fusione, senza alcuna lavorazione. Il loro valore era determinato dal peso e non vi era una uniformità nel peso dei diversi lingotti che andavano dai 3 kg fino a 0,5 kg. Visto il peso considerevole questi lingotti devono essere interpretati con una funzione di tesaurizzazione ma non soltanto, per un uso commerciale. Questi lingotti sono diffusi nel centro Italia anche se lingotti sono stati rinvenuti a Parma e Bologna.
Proprio a causa della grande varietà dei lingotti, per peso e forma, questi venivano tagliati in base alle necessità. A partire dal VII secolo a.C. vennero apposti sui lingotti dei tipi, non si sa bene il motivo, forse per distinguere i lingotti da altri pezzi analoghi o per facilitarne il taglio seguendo l'andamento delle immagini stesse, il più noto è il ramo secco. Lingotti che presentano questo tipo sono stati scoperti in varie parti d'Italia, Bologna, Parma, Marzabotto, Mantova, Umbria e Toscana. Uno di questi lingotti addirittura è stato rinvenuto in un pozzo votivo vicino ad un tempio di Demetra a Bitalemi presso Gela, e in base alla stratigrafia questo lingotto è stato datato al 560-540 a.C. Altre immagini adottate sono quelle della spina di pesce o di una stella a otto punte.
Solo in un secondo tempo, per ridurre le operazioni di pesatura, si cominciarono ad usare pezzi di forma più regolare, mettendo un segno che in qualche modo potesse indicarne il valore, il cosiddetto aes signatum. In genere si tratta di pezzi di bronzo dalla forma approssimativa di parallelepipedo oppure di forma ovoidale con varie impronte su uno o su entrambi i lati. Presumibilmente vengono creati da privati e non emessi dallo stato.
Solo più tardi, verso il III secolo a.C. si comincia ad emettere l'aes grave.